# James Craig (2e vicomte Craigavon)
Pour les articles homonymes, voir James Craig.
James Craig, 2e vicomte Craigavon (2 mars 1906 - 18 mai 1974), est un pair héréditaire britannique qui siège à la Chambre des lords.

## Biographie
Il est le fils de James Craig, 1er vicomte Craigavon, premier premier ministre d'Irlande du Nord, et de Cecil Craig. Il accède à la pairie de son père à sa mort en 1940.
Il fait ses études au Collège d'Eton et sert dans la Royal Navy. Il travaille plus tard en tant qu'officier de liaison et de divertissements sur la ligne d'Orient et la compagnie de navigation à vapeur péninsulaire et orientale sur ses voyages de paquebot de croisière. Lord Craigavon est marié à Angela Fiona Tatchell (fille de Percy Tatchell, MRCS) (1918-2007) et le couple a trois enfants :
- Janitha Stormont Craig (née le 31 août 1940) (épouse Gordon Robert MacInnes) en 1965, fils aîné de Robert Wood MacInnes.
- Janric Craig (3e vicomte Craigavon)
- Jacaranda Fiona Craig (née le 8 janvier 1949) (épouse Dudley Francis Macdonald) en 1972. Ils divorcent en 1983.